# خيوط ملونة (مسلسل)
خيوط ملونة، مسلسل تلفزيوني قطري من إنتاج عام 2010.كتبة عبد العزيز الحشاش وأخرجه منير الزعبي.قام ببطولته عبد العزيز جاسم، أسمهان توفيق، زهرة عرفات، هبة الدري، ناصر محمد، نجوى الكبيسي، مروة محمد وعدد آخر من الفنانين.

## قصة المسلسل
تروي حكاية العائلة الفقيرة عائلة نجاة هبه الدري مع اخواتها عذاري ومنال وأسيل واخوها مساعد حيث يعانون من حياة الفقر ومن والدهم المريض، صديقة والدتهم ام عبد الله أسمهان توفيق كانت تتعرض للمشاكل من التاجر راكان الراهي عبد العزيز الجاسم حيث يطاردها بحثا عن صندوق تحتفظ فيه ام عبد الله يحتوي على اسرار تخصه، تمتد مطاردات راكان الراهي ومشاكله فتشمل عائلة نجاة الفقيرة فيعانون من مشاكله في اطار درامي حزين.

## الأدوار
- عبد العزيز الجاسم بدور راكان الراهي التاجر المتسلط.
- هبه الدري بدور نجاة الاخت الثالثة للعائلة الفقيرة
- زهرة عرفات بدور منال الاخت الكبرى للعائلة الفقيرة.
- منى الفالح بدور عذاري الاخت الثانية للعائلة الفقيرة.
- نجوى الكبيسي بدور اسيل الاخت الصغرى الشابة الحالمه ذات الأحلام الوردية.
- أسمهان توفيق بدور ام عبد الله العجوز المسنة الطيبة.
- ناصر محمد بدور عبد الله وهو يعاني من مرض في العقل.
- مروان صالح بدور وليد زوج اسيل وهو متسلط جشع ذو اخلاق سيئه.
- مروة محمد بدور هنوف ابنة راكان الراهي وهي فتاة طيبه طموحه.
- عبد الله عبد العزيز بدور مشعل ابن اخت ام عبد الله
- سيار الكواري بدور أبو طلال صديق راكان الراهي.
- ابتسام عبد الله بدور ام طلال وعمة نجاة.
- يوسف خليل بدور الدكتور طلال والذي يكون ابن عمة نجاة وعشيقها الكذاب.
- هدية سعيد بدور ام وليد
- علي الغرير بدور زوج منال الاخت الكبرى.
- محمد أنور بدور زوج عذاري